# Granik (jednostka)
Granik – polska jednostka masy, równa 8 miligramom.
Została wprowadzona w Polsce 1 stycznia 1819 roku, na podstawie dekretu z 13 czerwca 1818 o tzw. miarach nowopolskich. Po okupacji Polski przez Rosję, w 1831 roku, w styczniu 1848 roku wydano ukaz nakazujący wprowadzenie z dniem 19 kwietnia 1849 roku nowych i wycofanie starych miar.